# Omer-paša Latas
Omer-paša Latas (zaselak Latasi u Janjoj Gori u Lici, 24. rujna 1806. – Istanbul, 18. travnja 1871.), mušir (maršal) osmanske vojske srpskog podrijetla.

## Životopis
Rodio se u ličkoj graničarskoj obitelji kao Mihajlo (Mićo) Latas. Kao službeno mjesto rođenja mu se navodi obiteljska kuća, čiji temelji i danas postoje u Janjoj Gori u općini Plaški. Rođen je u starom gradu Iesenica, a to je frankopanska tvrđava u Ličkoj Jesenici, gdje mu je otac Sofronije u to vrijeme službovao.
Kao časničko dijete pohađao je kadetsku austro-ugarsku školu u Gospiću i stupio u austro-ugarsku vojsku kao kadet-narednik. Navodi se da mu je otac zbog problema s kockanjem optužen za pronevjeru novca iz lokalne vojne blagajne. Navodno je, da se ne otkrije obiteljska sramota i da se spase ostali članovi obitelji, Mihajlo preuzeo sramotu na sebe i pobjegao u Bosnu 1827. godine od austrijskih vojnih vlasti zbog pronevjere novca. 
U Banja Luci je iste godine prešao na islam u Ferhat-pašinoj džamiji te odlazi u Vidin gdje boravi neko vrijeme kao sluga (tur. hizmećar) među turskim vojnicima. Inteligentnog mladića primjećuje zapovjednik tvrđave Ibrahim-paša, koji ga kasnije zapošljava kao učitelja tehničkog crtanja svoje djece. Uvidjevši kako se radi o neobično sposobnom mladom čovjeku, Ibrahim-paša šalje preporuke u Carigrad, gdje će se uskoro preseliti i sam Latas. U početku radi kao učitelj tehničkog crtanja u Visokoj vojnoj školi, a poslije postaje i osobni učitelj samog Abdulmedžida, koji će ga, kada postane sultan, imenovati za pukovnika, 1838. godine, a potom i pašom. 
Bio je odličan zapovjednik i vojnik, ugušio pobune u Siriji, Albaniji i Kurdistanu. Vrlo mlad imenovan je za maršala, tj. tur.mušira. Godine 1848./1849. s Rusima je okupirao Dunavske kneževine. 
Muslimanski čelnici u Bosni pobunili su se protiv sultana i reforma. Pobunu je u tuzlanskom kraju predvodio Mahmud-paša Tuzlić. Latas je 1851. godine skršio ustanak bosanskoga begovata koji je vodio Husein-kapetan Gradaščević. Pobunu je ugušio, vođe pobio ili uhitio. U lance je dao staviti Mahmud-pašu Tuzlića, Mahmud-pašinu rodbinu i istomišljenike te ih sproveo do Sarajeva, pa do Carigrada i konačno na otok Rodos, a imetak im je zaplijenio. Oko tisuću najuglednijih aga i begova je pozatvarao, a oko 400 poslao okovane u Carigrad. Napravio je sveopću smjenu u upravnom i političkom vrhu. Na čelo gradskih i vjerskih ustanova imenovao je nove ljude kojima je dao zadaće. Stvorio je novo političko okruženje. Kršćanima je dao više slobode te im dopustio graditi bogomolje i vjerske škole. I katolici i pravoslavci dobili su pravo kupiti zemljišta, graditi kuće i baviti se obrtom i trgovinom. Godine 1853. osvojio bi Crnu Goru, da to nisu spriječile Austrija i Rusija, a neki povjesničari tvrde da tu nije imao čvrstu ruku kao u Bosni, jer korijeni Srba naseljenih u plaščansku dolinu potječu upravo iz Crne Gore, kao i on sam, kako piše Ivo Andrić u romanu (Omerpaša Latas). Neki izvori navode da nikada nije zaboravio svoje srpsko podrijetlo. 
U Krimskom ratu 1853. bio je zapovjednik turske vojske na dunavskoj liniji i dobio titulu serdari ekrema (veliki vojskovođa). U Krimskom ratu je s engleskim i francuskim saveznicima sudjelovao u opsadi Sevastopolja, te u borbama na Kavkazu. Ugušio je ustanke u Mezopotamiji. Godine 1861., kada je bio na pomolu rat s Crnom Gorom, ponovno je bio spreman na gušenje ustanka i ratovanje, ali do rata nije došlo zauzimanjem Velikih sila. Gušio je i grčki ustanak na Kreti 1867. godine. Budući da zbog loše turske flote i nedostatka sredstava nije mogao do kraja provesti blokadu otoka, sam se povukao 1868. godine. U Parizu je bio 1865. godine kao glavni vrhovni zapovjednik turske vojske. 
Umro je u Istanbulu 1871., u šezdeset petoj godini. Imao je nekoliko žena i ostavio brojno potomstvo. Latasi od kojih potječe Omer-paša danas žive u srijemskim Šašincima.

## Roman
Nobelovac Ivo Andrić napisao je roman "Omerpaša Latas" (1977.) u kojem dobrim dijelom obrađuje njegov lik i djelo, fokusirajući se većinom na Omer-pašino ratovanje u Bosni. 